# センニンサボテン
センニンサボテン（学名：Opuntia stricta）は、サボテン科に分類されるサボテンの一種。アメリカ大陸原産だが、ヨーロッパやアフリカ、オーストラリア、日本などの世界各地に定着しており、侵略的な外来種として問題になっている。

## 分布
北アメリカ（南部）、中央アメリカ、南アメリカ、バミューダ諸島、キューバを原産地とする。
ヨーロッパ（ポルトガル、スペイン）、アフリカ（エリトリア、エチオピア、ソマリア、南アフリカ、スワジランド）、イエメン、オーストラリア、ニューカレドニア、ソロモン諸島、香港、日本（北大東島、宮古島、沖縄本島）などに移入分布する。

## 特徴
多年生草本。2mほどの高さまで生長する。黄色や赤みがかった花を咲かせる。
農耕地、草地、牧草地、低木林、市街地、海岸砂丘など幅広い環境に生育する。果実を食べに来た鳥類によって種子が散布されるほか、栄養繁殖も可能である。

## 外来種問題
在来種の植物の生育地を奪うなど世界中で植生に甚大な影響を与えていることが報告されている。また、鋭い刺を持つため人や家畜が傷つく被害も起こっている。
国際自然保護連合が選定した世界の侵略的外来種ワースト100のひとつにリストされている。日本では外来生物法によって要注意外来生物に指定されている。